# 無髯墨頭魚
無髯墨頭魚（学名：Garra iimberbis）为輻鰭魚綱鯉形目鲤科墨头鱼属的其中一種，分布於亞洲緬甸薩爾溫江及泰國湄公河流域，棲息在中底層水域，體長可達9公分。